# Закшевська-Воля (Радомський повіт)
Закшевська-Воля (пол. Zakrzewska Wola) — село в Польщі, у гміні Закшев Радомського повіту Мазовецького воєводства. Населення — 626 осіб (2011).
У 1975—1998 роках село належало до Радомського воєводства.

## Демографія
Демографічна структура станом на 31 березня 2011 року:
|          | Загалом | Допрацездатний вік | Працездатний вік | Постпрацездатний вік |
| -------- | ------- | ------------------ | ---------------- | -------------------- |
| Чоловіки | 314     | 77                 | 208              | 29                   |
| Жінки    | 312     | 81                 | 187              | 44                   |
| Разом    | 626     | 158                | 395              | 73                   |